# Аппінгедам
Аппінгедам (нід. Appingedam) — місто та колишній муніципалітет у провінції Гронінген, на північному сході Нідерландів. Входить до складу муніципалітету Емсделта. Хоча немає впевненості щодо точного віку Аппінгедама, історичні дослідження показують, що місце, де згодом було побудоване місто, було заселене понад тисячоліття. 